# Death Stranding 2: On the Beach
Death Stranding 2: On the Beach (ou DS 2) est un jeu vidéo développé par Kojima Productions et édité par Sony Interactive Entertainment, sorti le 26 juin 2025 sur PlayStation 5. Il s'agit de la suite du jeu Death Stranding sorti en 2019.

## Développement
D'après son réalisateur Hideo Kojima, l'intrigue envisagée pour cette suite à Death Stranding aurait été entièrement réécrite après la pandémie de Covid-19, notamment pour éviter de proposer une intrigue trop proche de la réalité.
Le jeu est officialisé lors de la cérémonie 2022 des Game Awards.

### Bande son
La bande originale implique le chanteur et compositeur français Woodkid. Kojima et lui font connaissance en 2020, puis Woodkid commence à travailler sur le projet à partir de l'automne 2022. L'enregistrement avec orchestre se déroule à Paris à l'automne 2024 et implique notamment le pianiste Yvan Cassar. Des choeurs sont également enregistrés avec le Suginami Children's Choir à Tokyo, ainsi que des chants à Los Angeles.

## Distribution
La distribution pour la capture de mouvement des personnages implique plusieurs acteurs de cinéma notoires, avec Norman Reedus, Léa Seydoux et Troy Baker reprenant leurs rôles de l'opus précédent, et Elle Fanning et Shioli Kutsuna pour interpréter de nouveaux personnages. Les réalisateurs australien George Miller et allemand Fatih Akin doivent également tenir un rôle dans Death Stranding 2.
- Norman Reedus (VF : Emmanuel Karsen) : Samuel "Sam" Porter Bridges[5]
- Léa Seydoux (VF : Elsa Davoine) : Fragile[5]
- Troy Baker (VF : Benjamin Penamaria) : Higgs[5]
- Elle Fanning (VF : Zina Khakhoulia) : Tomorrow[5]
- Shioli Kutsuna (VF : Sarah Griche) : Rainy[5]
- Debra Wilson (VF : Laura Zichy) : Doctor[5]
- Alastair Duncan (VF : Jérôme Keen) : le Président[5]
- Fatih Akin (VF : François Delaive) : Dollman[5]
- Nicolas Winding Refn (VF : Patrick Mancini) : Heartman[5]
- George Miller (VF : Jean-François Kopf) : Tarman[5]
- Luca Marinelli (VF : Thomas Roditi) : Neil[5]
- Alissa Jung (VF : Marine Lemonnier) : Lucy[5]